# Kees van Dongen
Kees van Dongen, de son nom de naissance Cornelis Theodorus Maria van Dongen, né le 26 janvier 1877 à Delfshaven (Rotterdam) et mort le 28 mai 1968 à Monaco, est un peintre et graveur néerlandais, naturalisé français le 31 janvier 1929.

## Biographie
Kees van Dongen naît à Delfshaven en 1877, alors une commune de la banlieue de Rotterdam qui en devient un arrondissement en 1886, dans une famille appartenant à la classe moyenne. Il est le deuxième d'une fratrie de quatre enfants. En 1892, à l'âge de 16 ans, Kees van Dongen commence ses études à l'Académie royale des beaux-arts de Rotterdam, où il travaille avec J. Striening et J. G. Heyberg. Durant cette période (1892-1897), Van Dongen fréquente le Quartier rouge du port, où il dessine des scènes de marins et de prostituées.

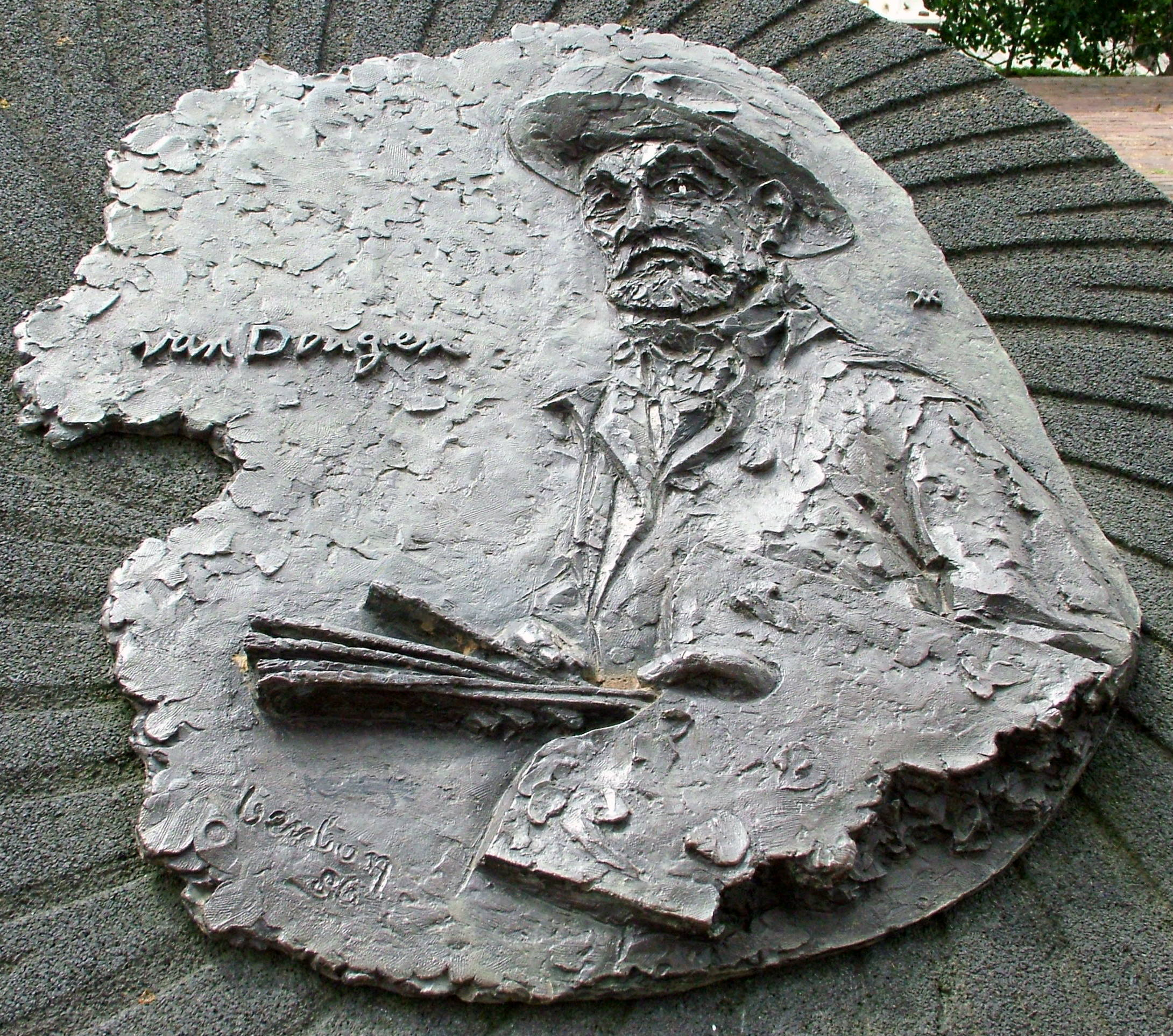
Hommage à Kees van Dongen à Rotterdam-Delfshaven.

Il fait également la connaissance d'Augusta Preitinger (« Guus »), comme lui étudiante en peinture à l'Académie.
D'inspiration anarchiste, il illustre en 1895 avec Jan Krulder l’édition hollandaise de l'ouvrage de Pierre Kropotkine intitulé L’Anarchie.
En 1897, il demeure à Paris pour plusieurs mois, vivotant dans le quartier des Halles.
Il y retourne en décembre 1899 pour rejoindre Guus, avec qui il habite impasse Girardon. Ils se marient le 11 juillet 1901 en l'église Saint-Pierre de Montmartre.
À Paris, il rencontre aussi Félix Fénéon, par lequel il se voit confier en 1901 un numéro de L'Assiette au beurre, Petite histoire pour petits et grands nenfants.
En 1904, il expose au Salon des indépendants et se lie avec Maurice de Vlaminck et Henri Matisse. Bientôt, il commence à exposer ses œuvres à Paris, notamment l’exposition controversée de 1905 du Salon d'automne, où exposait également, entre autres, Henri Matisse. Les couleurs vives de leurs œuvres seront à l’origine du nom de ce groupe de peintres : les fauves. Il enseigne également à l'Académie Vitti. En 1911, il expose à la galerie Bernheim, rue Richepanse.
Il présente une autre peinture, le Châle espagnol, au Salon d’automne 1913 ; elle représente Guus, vêtue seulement d’un châle jaune parsemé de fleurs, et de bas de la même couleur. La nudité représentée est jugée outrageante, et le tableau est retiré dès le lendemain de l’ouverture.
En 1917, Van Dongen entame une relation avec une femme mariée, personnalité mondaine, la couturière Léa Jacob, dite Jasmy. Leur relation dure jusqu'en 1927.
Après la Première Guerre mondiale, il s'installe près du bois de Boulogne, notamment à la villa Said, et fréquente les milieux privilégiés. Il a vécu notamment dans le palais Rose du Vésinet, appartenant à la marquise Luisa Casati.
Guus et Kees divorcent en 1921.
Il est décoré chevalier de la Légion d'honneur en 1926 et officier de la Légion d'honneur en 1954. Mais ce n'est qu'en 1929 qu'il obtient la nationalité française.
Il préside le jury de Miss France 1929 et de Miss France 1939.
Il a aussi été brièvement membre du mouvement expressionniste allemand, Die Brücke.
En octobre 1941, en compagnie des peintres et sculpteurs Charles Despiau, Paul Belmondo, Louis-Aimé Lejeune, Derain, Dunoyer de Ségonzac, de Vlaminck, Van Dongen accepta de participer à un « voyage d’études » en Allemagne organisé par Arno Breker. La contrepartie de ce déplacement, vivement « conseillé » par le gouvernement allemand, devait être la libération d'artistes français alors prisonniers de guerre. Ce voyage dans l'Allemagne nazie très largement exploité par la propagande leur fut à tous sévèrement reproché. En juin 1946, le Comité national d'épuration des artistes peintres, dessinateurs, sculpteurs et graveurs institué par les pouvoirs publics le frappe d'une interdiction professionnelle d'exposer, de vendre et de publier pendant un an à compter, rétroactivement, du 1er septembre 1944.
Il a été incinéré au cimetière Saint-Pierre à Marseille, mais ses cendres n'y reposent pas[pourquoi?][réf. nécessaire].
Kees van Dongen est le frère du sculpteur Jean van Dongen. Il avait épousé en 1953 Marie Claire Huguen (1915-2017), mère de son fils Jean-Marie.

### Domiciles à Paris
Durant son séjour de 1897/1898 à Paris, Van Dongen est hébergé par un compatriote. Lorsqu'il y retourne en 1899 pour rejoindre sa future femme Augusta Preitinger, dite Guus, il s'installe avec elle rue Ordener, à Montmartre, quartier auquel il restera fidèle quelques années, logeant entre ses nombreux voyages tantôt sur la butte, au 10, impasse Girardon (1900) puis au Bateau-Lavoir (1906-1907), tantôt près des boulevards, au 5, rue Saulnier (1909). Puis, à l’instar d'autres artistes, tels que Modigliani et Picasso, il passe la Seine pour habiter à Montparnasse, au 33, rue Denfert-Rochereau (1912-1917, actuelle rue Henri-Barbusse) qu'il quitte pour s’installer avec Jasmy Jacob dans un hôtel particulier au 29, villa Saïd, une impasse privée près du bois de Boulogne. Entre 1920 et 1930, il partagea son temps et son activité entre Cannes, Deauville, Venise et Paris. En 1921, il fit un voyage à Venise. Entre 1922 et 1932, il s'installe dans un magnifique hôtel particulier au 5 rue Juliette-Lamber à Paris 17e (où une plaque a été inaugurée en octobre 2021) avant de transférer son atelier en 1934-1935 à Paris 8e au 75, rue de Courcelles.

## Distinctions
- Officier de la Légion d'honneur (1954)

## Œuvres (sélection)
- Plage de Deauville  ;  Le Vieux Clown, huile sur toile, Genève, musée du Petit Palais
- La Femme aux bijoux, 1895, Nouveau Musée national de Monaco
- Portrait de Guus, 1906-1907, huile sur toile, 8 × 100 cm, Londres
- Portrait de Charles Malpel, 1907, huile sur toile, 55,2 × 46,2 cm, coll. priv.[11].
- Nini, danseuse aux Folies Bergères, 1907-1908, Paris, musée national d'Art moderne
- Portrait d'une chanteuse de cabaret, vers 1908, huile sur toile, collection particulière
- La Dame au chapeau noir, 1908, huile sur toile, Saint-Pétersbourg, musée de l'Ermitage
- Portrait d'Adèle Besson, 1908, huile sur toile, Bagnols-sur-Cèze, musée Albert-André
- Femme lippue, vers 1909, huile sur toile, Villeneuve-d'Ascq, Lille Métropole Musée d'Art moderne, d'Art contemporain et d'Art brut
- Souvenir de la saison d'opéra russe, 1909, huile sur toile, Ottawa, musée des Beaux-Arts du Canada[12]
- Trinidad Fernandez (fa), 1907-1910, huile sur toile, 100 × 81,2 cm, Téhéran, musée d'Art contemporain de Téhéran[13]
- En la plaza, femmes à la balustrade, 1911, huile sur toile, Saint-Tropez, musée de l'Annonciade
- Gitane, 1911, huile sur toile, Saint-Tropez, musée de l'Annonciade
- Deux yeux, 1911, huile sur toile
- Le Châle espagnol, 1913, huile sur toile, 195,5 × 130,5 cm, Paris, Musée national d'Art moderne[14]
- Amusement, 1914, Grenoble, musée de Grenoble.
- Le Coquelicot, 1919, Houston, musée des Beaux-Arts de Houston.
- Madame de Plagny, 1920, musée de Grenoble.
- L'Écuyère, 1920, Dieppe, musée de Dieppe
- Passe-temps honnête, vers 1920, Nantes, musée d'Arts de Nantes
- Portrait, vers 1908, huile sur toile, Montréal (Canada), collection Serge Éthier
- Les Cavaliers au bois de Boulogne, vers 1908-1909, Le Havre, musée d'Art moderne André-Malraux (MuMa)
- La Parisienne de Montmartre, vers 1907, Le Havre, musée d'Art moderne André-Malraux (MuMa)
- Autoportrait en Neptune, 1922, Paris, musée national d'Art moderne
- La Violoniste, vers 1922, Liège, La Boverie
- 28 illustrations pour le livre la Garçonne de Victor Margueritte, 1925, aux éditions Ernest Flammarion
- Portrait de Paul Guillaume, vers 1930, huile sur toile, 100 × 74 cm, Paris, musée de l'Orangerie
- Portrait d'Anne d'Eugny, 1935
- Portrait de Madame Grès, 1948[15]
- Deauville, jeu de plage, aquarelle sur papier, Trouville, musée de Trouville — villa Montebello
- Portrait de Brigitte Bardot, 1958[16]

## Expositions
- Van Dongen, le peintre, musée d'Art moderne de la ville de Paris, 1993 ; commissaires : Suzanne Pagé et Françoise Marquet
- Van Dongen retrouvé, l'Oeuvre sur papier, 1895-1912, Rotterdam, Museum Boijmans Van Beuningen, 2 nov.1996- 5 janv.1997; Lyon, Musée des Beaux-Arts, 23 janv.- 6 avr.1997; Paris, Institut Néerlandais, 17 avr.- 8 juin 1997
- Van Dongen, Martigny, fondation Pierre-Gianadda, 2002 ; commissaire : Daniel Marchesseau
- Van Dongen, Nouveau Musée national de Monaco / musée des Beaux-Arts de Montréal / musée Picasso (Barcelone), 2008-2009 ; commissaires : Nathalie Bondil et Jean-Michel Bouhours
- All Eyes on Kees van Dongen, Rotterdam, musée Boijmans van Beuningen, 2010-2011[17]
- Van Dongen, fauve, anarchiste et mondain, musée d'Art moderne de la Ville de Paris, 23 mars-17 juillet 2011 ; commissaires : Anita Hopmans, Sophie Krebs et Fabrice Hergott[18],[19]
- Van Dongen, toile Le Coquelicot ou Le Pavot, Aups, musée Simon-Segal (exposition permanente)
- Van Dongen et le Bateau-lavoir, Paris, musée de Montmartre, 16 février 2018-26 août 2018 (exposition temporaire)
- Van Dongen : Deauville me va comme un gant, Les Franciscaines Deauville, 2 juillet 2022-25 septembre 2022 (exposition temporaire)

## Élèves
- María Blanchard (1871-1959), assistante à l'Académie Vitti.
- David Shterenberg (1881-1946), élève à l'Académie Vitti en 1912[20].
- Ruth Cahn (1875-1966), peintre allemande[21].

## Ouvrage dont Dongen est l'auteur
- La Vie de Rembrandt, Éd. Flammarion, 1927.
  - Rééd. : La Vie de Rembrandt, Allia, 2018  (ISBN 9791030409697).

### Audiovisuel
- Kees van Dongen, fauve, anarchiste et mondain, Institut national de l'audiovisuel, voir en ligne.

#### Bases et dictionnaires
- Ressources relatives aux beaux-arts :   - AGORHA
  - Art UK
  - Artists of the World Online
  - Bénézit
  - Bridgeman Art Library
  - British Museum
  - Delarge
  - Grove Art Online
  - Kunstindeks Danmark
  - Musée d'art Nelson-Atkins
  - Musée des beaux-arts du Canada
  - Musée Städel
  - Musée Thyssen-Bornemisza
  - Museum of Modern Art
  - MutualArt
  - National Gallery of Art
  - RKDartists
  - Te Papa Tongarewa
  - Union List of Artist Names
- Ressource relative à la vie publique :   - Maitron
- Ressource relative à la musique :   - Discogs
- Ressource relative au sport :   - Olympedia
- Notices dans des dictionnaires ou encyclopédies généralistes :   - Biografisch Woordenboek van Nederland
  - Biografisch Portaal van Nederland
  - Britannica
  - Brockhaus
  - Den Store Danske Encyklopædi
  - Deutsche Biographie
  - Enciclopedia De Agostini
  - Gran Enciclopèdia Catalana
  - Hrvatska Enciklopedija
  - Nationalencyklopedin
  - Munzinger
  - Proleksis enciklopedija
  - Store norske leksikon
  - Treccani
  - Universalis
  - Visuotinė lietuvių enciklopedija
- Notices d'autorité :   - VIAF
  - ISNI
  - BnF (données)
  - IdRef
  - LCCN
  - GND
  - Italie
  - Japon
  - CiNii
  - Espagne
  - Belgique
  - Pays-Bas
  - Pologne
  - Israël
  - NUKAT
  - Vatican
  - Norvège
  - Tchéquie
  - WorldCat

#### Autres
- « Kees van Dongen », dans le Dictionnaire des peintres à Montmartre.
- « Van Dongen, fauve, anarchiste et mondain », dans Hérodote.
- Œuvres de Kees van Dongen au Musée national d'Art moderne.